# Zakręt Ejsmonda
Zakręt Ejsmonda – zakręt na drodze Oswalda Balzera z Palenicy Białczańskiej do Morskiego Oka (1359 m n.p.m.) w Tatrach Wysokich, w miejscu, w którym poeta Julian Ejsmond odniósł śmiertelne obrażenia w wypadku samochodowym w 1930 r. Później zakręt został przerobiony i obecnie nie jest tak ostry.